# Lago Tumichucua
El lago Tumichucua, también llamado laguna Tumichucua, es un cuerpo de agua amazónico, ubicado al norte de Bolivia. Administrativamente se encuentre en el municipio de Riberalta, en la provincia de Vaca Díez del departamento del Beni. Esta laguna es el producto de un meandro antiguo del río Beni, distante a 20 kilómetros de la ciudad de Riberalta. En sus orillas se encuentra la comunidad homónima de Tumichucua, con una población de 426 habitantes (INE 2012). A su vez, la localidad de Puerto Gonzalo Moreno en el departamento de Pando se encuentra 4,2 km al norte de la laguna, al otro lado del río Beni.
La laguna posee una superficie de 3,4 kilómetros cuadrados, sin contar con la isla interior de 0,66 kilómetros cuadrados; esta isla posee la forma de una gota de agua y según la tradición de los lugareños se mueve en las noches.

## Toponimia
La palabra Tumichucua pertenece al idioma tacana y significa "Isla de los Motacuses" cuya especie está distribuida extensamente en la isla que posee en su interior.

## Fauna y flora

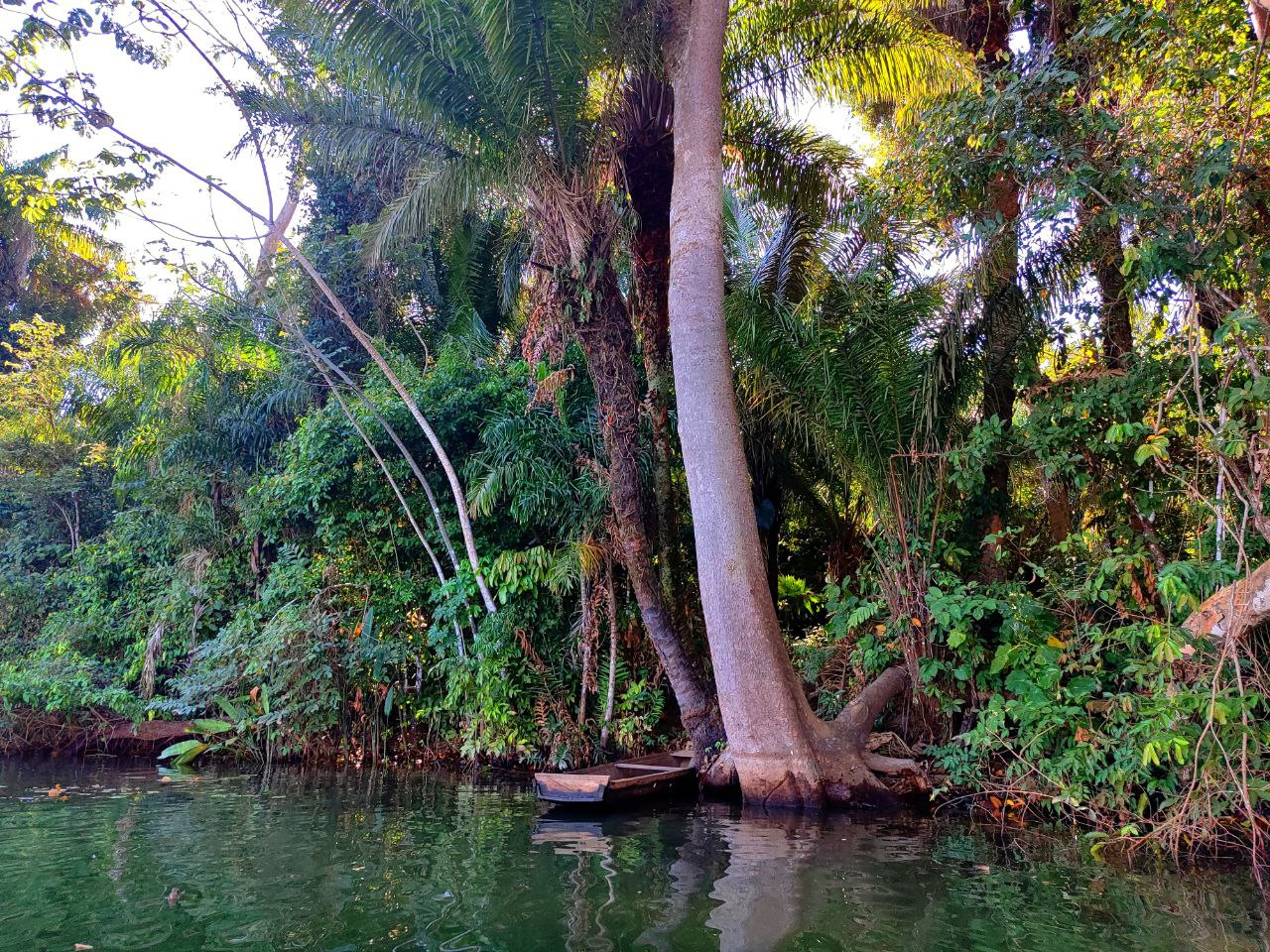
izq

En la isla se encuentran árboles gigantes de la especie mapajo y sus aguas verduscas son ricas en fauna ictícola. Aquí se encuentra el Pirarucu (Paichi) y la Anaconda (Sicuri).

## Arqueología
En 1988 fueron publicados registros de restos de terraplenes artificiales de tierra y zanjas en el borde de la laguna Tumichucua. Las características más representativas de estos hallazgos consisten consisten en terraplenes con canales y un montículo de un área aproximada de 1,25 km². El reporte de Journal of Field Archaeology relacionó estas elevaciones artificiales con los de la cultura hidráulica de las Lomas.

## Actividades

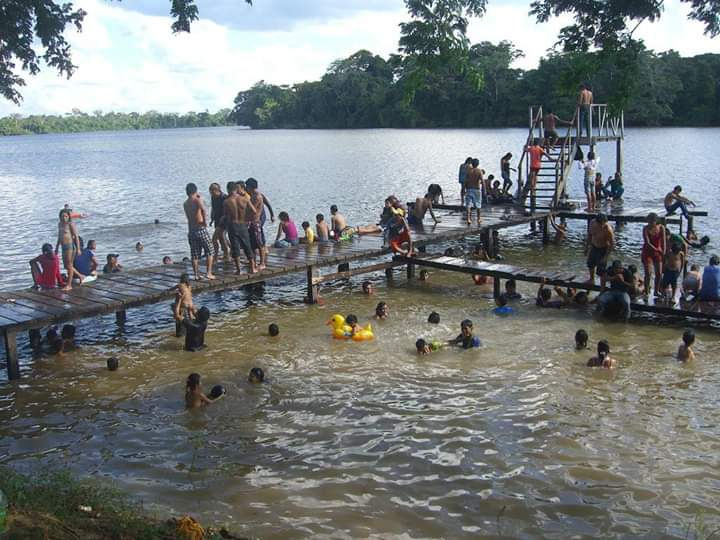
Balneario del lago.

El lugar fue el centro de operaciones del Instituto Lingüístico de Verano (SIL), una organización norteamericana dedicada a la evangelización y estudio de los grupos indígenas de la Amazonia.
Es a la vez una reserva municipal, creada mediante Ordenanza municipal N.º 47/95, con una superficie de 399 ha.